# ليونارد برمان
ليونارد برمان (بالإنجليزية: Leonard Burman)‏ هو اقتصادي أمريكي، ولد في عام 1953، في فيلادلفيا في الولايات المتحدة.